# Sofie Verbrugge
Sofie Verbrugge (Aalst, 6 juli 1990) is een Vlaams journaliste en nieuwslezeres bij de Vlaamse publieke omroep VRT. Ze is sinds 2019 een van de vaste stemmen op het radionieuws van Radio 2 en is sinds 2024 ook te horen als vaste nieuwsstem in de namiddag, samen met Peggy De Meyer.

## Biografie[1]
Sofie Verbrugge groeide op in Alken en volgde een masteropleiding geschiedenis aan de KU Leuven. Nadien behaalde ze een master journalistiek aan de Erasmushogeschool Brussel. In 2012 won ze de reportagewedstrijd Belgodyssee, georganiseerd door het Prins Filipfonds, wat haar een eerste contract bij de VRT opleverde. Verbrugge is getrouwd en heeft drie kinderen. Ze is de dochter van schrijver en politicus Hendrik Verbrugge.

## Carrière
Verbrugge begon haar journalistieke carrière in 2012 als freelancer bij Het Belang van Limburg, waar ze onder meer meewerkte aan de 'Achterkrant' en 'Hart voor Limburg'. 
In 2012 won Sofie Verbrugge samen met haar Franstalige collega Maxime Paquay de 8e editie van de Belgodyssee Prijs voor hun radioreportages over het Belgische culinaire erfgoed, een initiatief van het Prins Filipsfonds, in samenwerking met onder andere de VRT, RTBF,  L’Avenir en Knack. Deze prijs richtte zich op studenten journalistiek die in het kader van deze wedstrijd een reportage mochten samenstellen en presenteren op Radio 2 voor de Nederlandstaligen en op radio VivaCité (RTBF) voor de Franstaligen. Verbrugge ontving een werkstage van 6 maanden bij de VRT als prijs. In 2013 liep ze deze stage bij Radio 2 Vlaams-Brabant en kon meteen daarna aan de slag gaan bij de VRT.
Tussen 2013 en 2015 werkte ze als redacteur voor verschillende radioprogramma's zoals Inspecteur Decaluwé, Plage Préférée en Koning Sport. Daarna was ze enkele jaren programmamedewerker, regisseur en reporter bij Radio 2 Vlaams-Brabant.
Van 2018 tot 2019 was Sofie Verbrugge eindredacteur en nieuwslezer op de regionale redactie van Radio 2 Vlaams-Brabant. In 2019 maakte ze de overstap naar de centrale radionieuwsredactie van de VRT, waar ze het nieuws verzorgt op Radio 2, MNM en Studio Brussel. Sinds 2024 vormt ze samen met Peggy De Meyer het vaste duo voor het namiddagnieuws op Radio 2.
Verbrugge schreef in 2007 haar debuutroman Florine, De Alf, een jeugdboek, waarmee ze datzelfde jaar de cultuurprijs van de gemeente Alken won. Sofie Verbrugge maakt deel uit van de vakjury voor de nationale laureatenwedstrijd "Junior Journalist" georganiseerd door het Davidsfonds.